# Виноградова, Людмила Николаевна
Людми́ла Никола́евна Виногра́дова (род. 11 декабря 1936, Новоград-Волынский) — советский и российский фольклорист и этнолог. Доктор филологических наук, сотрудница Отдела этнолингвистики и фольклора Института славяноведения РАН с 1967 года (младший научный сотрудник, затем старший научный сотрудник, ныне ведущий научный сотрудник).

## Биография
Родилась 11 декабря 1936 года в Новограде-Волынском Житомирской области Украинской ССР. Среднюю школу окончила в городе Мукачеве Закарпатской области.
В 1961 году окончила филологический факультет Ужгородского университета. С 1963 года училась в аспирантуре Института славяноведения. В 1973 году защитила в Институте славяноведения кандидатскую диссертацию «Польские народные коленды: историко-сравнительный анализ», в 2001 году — докторскую диссертацию «Славянская народная демонология: проблемы сравнительного изучения».
Основные направления исследований: сравнительное изучение славянских обрядов, верований, фольклорных текстов; взаимных связей фольклора и этнографии; выявление содержательного единства народной культуры во всех её формах, жанрах, кодах; проблематика исторической общности славянских культурных традиций. Автор двух монографий и более 300-х статей по этим вопросам, в том числе для энциклопедического словаря «Славянская мифология» (1995; дополненное переиздание — 2002) и пятитомного издания «Славянские древности: Этнолингвистический словарь» (1995—2012).

## Монографии
- Зимняя календарная поэзия западных и восточных славян. Генезис и типология колядования / Отв. ред. Н. И. Толстой. — М.: Наука, 1982. — 256 с.
- Народная демонология и мифо-ритуальная традиция славян / Отв. ред. С. М. Толстая. — М.: Индрик, 2000. — 432 с. — (Традиционная духовная культура славян / Современные исследования). — ISBN 5-85759-110-4.
- Народная демонология Полесья: Публикации текстов в записях 80-90-х гг. XX века: в 4 т / Сост. Л. Н. Виноградова, Е. Е. Левкиевская. — Т. I: Люди со сверхъестественными свойствами. — М.: Языки славянских культур, 2010. — 648 с. ISBN 978-5-9551-0446-1; Т. II: Демонологизация умерших людей. — М.: Рукописные памятники Древней Руси, 2012. — 800 с. ISBN 978-5-9551-0606-9. — (Studia philologica).

## Основные публикации
- Девичьи гадания о замужестве в цикле славянских календарных обрядов // СБФ. М., 1981. [Вып. 3]. Обряд. Текст.
- Первые польские этнографические программы // ССл. 1981. № 6.
- Мифологический аспект полесской «русальной» традиции // СБФ. М., 1986. [Вып.5]. Духовная культура Полесья на общеславянском фоне.
- Отражение славянских мифологических представлений в «малых» фольклорных формах // История, культура, этнография и фольклор славянских народов: Доклады советской делегации / Х Международный съезд славистов, София, сентябрь 1988 г. М., 1988.
- Материалы к сравнительной характеристике женских мифологических персонажей // Материалы к VI Международному конгрессу по изучению стран Юго-Восточной Европы, София, 30.VIII — 6.IX [1989]: (Проблемы культуры). М., 1989 (соавтор).
- Фольклор как источник для реконструкции древней славянской духовной культуры // СБФ. М., 1989. [Вып. 6]. Реконструкция древней славянской духовной культуры: Источники и методы.
- Мотив уничтожения («проводов») нечистой силы в восточнославянском купальском обряде // Исследования в области балто-славянской духовной культуры: погребальный обряд. М., 1990 (соавтор).
- Русальная традиция у болгар и восточнославянских народов // Проблеми на българския фолклор. София, 1991. Т. 8. Българският фолклор в славянската и балканската културна традиция.
- Символический язык вещей: веник (метла) в славянских верованиях и обрядах // Балканские чтения-2: Символический язык традиционной культуры. М., 1993 (соавтор).
- К проблеме идентификации персонажей славянской мифологии // СБФ. М., 1994. [Вып. 7]. Верования. Текст. Ритуал (соавтор).
- Мотивировки обрядовых действий: стереотипы религиозного и магического мышления // Folklor. — Sacrum. — Religia. Lublin, 1995.
- Цветочное имя русалки: славянские поверья о цветении растений // Этноязыковая и этнокультурная история Восточной Европы. М., 1995.
- La roussalka dans les rites et croyances des Slaves // La Revue Russe. Paris, 1995. № 8.
- Древнейшие черты славянской народной традиции // Очерки истории культуры славян. М., 1996. [Вып. 1] (соавтор).
- Календарные переходы нечистой силы во времени и пространстве // Концепт движения в языке и культуре. М., 1996.
- Сексуальные связи человека с демоническими существами // Секс и эротика в русской традиционной культуре. М., 1996.
- Как распознать чужого среди своих? // Исследования по славянскому фольклору и народной культуре. Berkeley, 1997. Вып. 1.
- Мифология календарного времени в фольклоре и верованиях славян // Славянский альманах 1996. М., 1997.
- Духи, вселяющиеся в человека // Studia Mythologica Slavica. Ljubljana, 1998. Knj. 1.
- Зелень в купальской обрядности // ΠΟΛΥΤΡΟΠΟΝ: К 70-летию Владимира Николаевича Топорова. М., 1998.
- «Той, шчо лозами трясе»: полесские поверья о черте // Слово и культура: Памяти Никиты Ильича Толстого. М., 1998. Т. 2.
- Полесская народная демонология на фоне восточнославянских данных // Восточнославянский этнолингвистический сборник: Исследования и материалы. М., 2001.
- Польские коленды: новые культурные функции старого фольклорного жанра // Studia polonica II: К 70-летию Виктора Александровича Хорева. М., 2002.
- Та вода, которая… (признаки, определяющие магические свойства воды) // Признаковое пространство культуры. М., 2002.
- «Низшая» мифология славян: (учитывать ли состав персонажей или круг демонологических мотивов?) // Литература, культура и фольклор славянских народов: Доклады российской делегации / XIII Международный съезд славистов, Любляна, август 2003 г. М., 2002.
- Вербальные компоненты обрядового комплекса: (влияние фольклорного текста на структуру, семантику и терминологию обряда) // Язык культуры: семантика и грамматика: К 80-летию со дня рождения академика Никиты Ильича Толстого (1923—1996). М., 2004.
- Граница как особая пространственная категория // Культура и пространство: славянский мир. М., 2004.
- Методика сравнительного изучения фольклора (на материале демонологических верований) // Первый всероссийский конгресс фольклористов: Сборник докладов. М., 2005. Т. 1.
- Типология сюжета за подмяна на детето а славянската демонология // Етнографски проблеми на народната култура. София, 2005. Т. 7.
- Формулы угроз и проклятий в славянских заговорах // Заговорный текст: генезис и структура. М., 2005.
- Социорегулятивная функция суеверных рассказов о нарушителях запретов и обычаев. // СБФ. М., 2006. Вып. 10. Семантика и прагматика текста.
- К проблеме типологии и функции магических текстов: Формулы проклятий в народной культуре // Письменность, литература и фольклор славянских народов / XIV Международный съезд славистов. Доклады рос. Делегации. М., 2008.
- Народная демонология Полесья (Публикация текстов в записях 80-90-х годов XX века). М., 2010. Т. 1. Люди со сверхъестественными свойствами (соавтор).
- Персонифицированные праздники и дни недели, наказывающие людей за несвоевременную работу: сфера ткачества // Антропоцентризм в языке и культуре. М.: Индрик, 2017. С. 56-88[4].